# المستعين بن هود
المستعين بالله أحمد بن يوسف بن هود حاكم طائفة سرقسطة في عهد ملوك الطوائف.

## سيرته
خلف أحمد المستعين أباه المؤتمن بن هود بعد وفاته عام 478 هـ، تزامن ذلك مع سقوط طليطلة في يد ألفونسو السادس ملك قشتالة في صفر 478 هـ، الذي ما أن انتهى من طليطلة حتى وجّه اهتمامه لانتزاع سرقسطة، فسار بقواته وحاصر سرقسطة، فعرض عليه المستعين أموالاً عظيمة ليفك حصاره، إلا أن ألفونسو رفضها، وأصر على الاستيلاء على المدينة، ثم وردت الأنباء بعبور المرابطين إلى الأندلس، فأرسل ألفونسو إلى المستعين من يقول له بأنه قبل الجزية التي كان المستعين قد عرضها. إلا أن المستعين حينها رفض أن يدفع درهمًا واحدًا. فاضطر ألفونسو إلى فك الحصار، والتوجه بقواته جنوبًا لقتال المرابطين.
وفي عام 481 هـ، ضرب المنذر بن هود صاحب لاردة وطرطوشة ودانية عم المستعين بن هود حصارًا حول بلنسية طمعًا في انتزاعها من يد القادر بالله بن ذي النون الذي استغاث بألفونسو السادس ملك قشتالة، وبالمستعين بن هود. فأظهر المؤتمن المسير بجنده وبرفقة حليفه وحليف أبيه السيد الكمبيادور نحو بلنسية لنجدتها، وهو يضمر الاستيلاء عليها، عقد المستعين والكمبيادور اتفاقًا سريًا ينص على استيلاء المستعين على بلنسية، فيما تكون الغنائم من نصيب الكمبيادور. وحين اقتربا من بلنسية، وجد المنذر بن هود أنه لا سبيل لتحقيق هدفه، ففك حصاره عن بلنسية قبل وصول جيش المستعين وحليفه. ولما توجس القادر من نوايا جيش المستعين والكمبيادور، أرسل القادر إلى الكمبيادور بأموال كثيرة يدعوه للتحالف معه، فغدر الكمبيادور بالمستعين، وفشلت حملته. حينئذ، لجأ المستعين بذل الأموال للتحالف مع برانجيه ريموند الثاني كونت برشلونة عدو الكمبيادور اللدود لغزو بلنسية، إلا أن الكمبيادور ألحق الهزيمة ببرانجيه ريموند حليف المستعين الجديد، وأسره ثم أطلقه في ربيع الأول 482 هـ.
وحين بلغ المستعين أخبار استيلاء المرابطين على مرسية ومحاصرة حصن لييط، وصاروا على مقربة منه، فتحالف مع الكمبيادور مجددًا، كذلك عقد تحالفات مع سانشو راميرز ملك أراغون ونافارا، تحسّبًا لهجوم من المرابطين. وفي عام 487 هـ، حاصر سانشو راميرز ملك أراغون وشقة ثاني أكبر المدن التي يحكمها المستعين، فأرسل المستعين ابنه عبد الملك إلى يوسف بن تاشفين في المغرب يطلب منه النجدة، فبعث ابن تاشفين إلى ولاته في شرق الأندلس ليمدوا المستعين بقوات تدافع عن وشقة، كما لجأ المستعين إلى ألفونسو السادس فأمده ببعض قواته. توفي سانشو راميرز في جمادى الأولى 487 هـ، وهو يحاصر وشقة، فخلفه ابنه بيدرو الأول ملك أراغون ونافارا الذي واصل الحصار حاول المستعين فك الحصار، إلا أنه هزم أمام قوات بيدرو في ذي القعدة 489 هـ في معركة قتل فيها الكثير من المسلمين، فيأس أهل وشقة وسلّموا المدينة لبيدرو بعد 30 شهرًا من الحصار، فاتخذها بيدرو عاصمة جديدة لمملكة أراغون.
وفي رجب 503 هـ، سار ألفونسو الأول ملك أراغون للاستيلاء على تطيلة، فسار المستعين بقواته لنجدة مدينته، إلا أنه هزم في بلتيرة، ولقي مصرعه في تلك المعركة.